# 戦極姫3〜天下を切り裂く光と影〜
『戦極姫3〜天下を切り裂く光と影〜』（せんごくひめ3 てんかをきりさくひかりとかげ）は、げーせん18より2011年6月17日に発売された18禁シミュレーションゲーム。2011年12月9日にパワーアップキット『戦極姫3〜天下を切り裂く光と影〜遊戯強化版-壱の巻-』が発売された。
システムソフト・アルファーより2012年3月29日にPSP版、2012年12月20日にPlayStation 3版、2013年1月31日PlayStation Vita版が発売。2014年03月28日には3作の追加要素を含めたPC版『戦極姫-華- ～真録・天下を切り裂く光と影～』が発売されている。

## ゲーム内容
大まかなゲームシステムは『戦極姫 -戦乱の世に焔立つ-』(以下、『1』)および『戦極姫2〜戦乱の世、群雄嵐の如く〜』(以下、『2』)を参照のこと。しかし、公式ページやパッケージに「全てを一新」とあるように、システム・ストーリーともに大きく変更されている。

### 全般
今作のゲームクリア条件は、「威光」に関係なく1400万石に達したときに固定された(加えて山城国の支配と勢力ごとの全てのイベントを見ることも必要)。ただし、群雄モードではこれまで同様、「威光」に応じて必要な石高が変動する。また、1400万石に達した後も任意で「天下統一宣言」を行うことができるようになった。
ゲーム開始時には難易度を選択できる。「標準」はこれまでと変わらないが、「易しい」にするとアイテムを25個所有し、軍資金が20000の状態で開始される。
足利将軍一行が保護を求めてくるイベントも変更されている。イベントの発生条件は、第一にある勢力で一度クリアする必要があること、第二にターン数と石高に関係なく保有する城の数で決まることとなった。一行は他家には仕官しないが、シナリオの関係上、仕官してこない勢力もある。
また、チュートリアルも導入されている。

#### 武将・イベント
今作では一部の勢力で、選択によってメインヒロインが変化する場合がある。その他のサブヒロインたちのイベントからはランダム要素が廃され、条件を満たせば必ずイベントが発生するようになった。
第二に、これは『2』コンシューマ版からの変更点であるが、他勢力のキーパーソンも場合によっては切腹せずに降伏し、攻め込んだ勢力の配下となる場合がある。ただし今作ではメインヒロイン級のキャラは説得イベントを通して仲間にする必要がある。これに失敗した場合、そのキャラは二度と仲間にならない場合もある。また、条件を満たすと城を落としたときに武将が切腹しなくなる設定もできる。だが、城の定員(6人)に達した場合や降伏を拒否した場合には切腹する。
第三に、今作でははじめから所属している全てのユニークユニットは引き抜けないようになっている。ただし、他勢力の攻撃によって降伏して再登用された場合には引き抜き可能となる。例えば長野業正は初めは山内家に所属しており、このときには引き抜けないが、他家(例えば武田家)に降伏・登用されると忠誠度が設定されて引き抜きができる。
第四に、コマンド「武将に会う」では男性武将とも会うことができるようになった。また、このコマンドで会った武将は高確率で経験値を取得する。

### アイテム
今作では武将の能力を1～7上昇させるアイテムが導入された。難易度を「易しい」にするとアイテムをはじめから25個所有するが、その後や難易度「普通」でも合戦に勝利すると新たなアイテムを獲得する場合がある。

### 合戦
今作で最も大きく変更された点である。
まず、合戦時には大将を選択する必要がある(当主が出陣していれば、自動的に当主が大将になる)。大将は必ず出陣しなければならず、控えや別働隊にすることはできない。また、大将が敗走させられるとその勢力は野戦に敗北するだけでなく、城も自動的に陥落する。
行動は勢力単位ではなく、部隊を行動単位とする。行動順は武将の能力「智謀」に左右され、「智謀」の高い順に行動することになる。また、部隊は前方だけでなく左右にも攻撃できるようになった。ZOCも導入され、隣に敵部隊がいるとそれ以上前進できなくなる。他、一部スキルは任意に実行することができるようになった。
前作までは一部隊が敗走すると勝敗が決したが、今作では大将が敗走しない限りいくら部隊を撃破しても勝ちにはならない。ただし、相手陣営の奥(正式名称ではないが便宜上「本陣」と呼ぶ)に進入すると相手の敗北となる。この場合は攻城戦に入る。また、鉄砲も部隊ごとの射撃ではなく「本陣」からの射撃となるため、「本陣」に近づけば近づくほどダメージが大きくなる。
今作の野戦では戦場の広さが設定されている。中規模ではこれまで同様の3部隊による行動だが、小規模では2部隊、大規模では5部隊が行動することになる。そして、野戦場に川がある場合もある。川ではコマンド「突撃」ができない。
グラフィックの面でも、「騎馬」「弓」「槍」の兵種が分かりやすくなった、士気が低下すると部隊の見た目が変化する、ユニーク武将の部隊にはSDキャラがつくといった変更がなされている。

## 登場人物
今作では声優・絵師・人物設定なども大きく変更されているため、登場するユニークユニットを改めて全て紹介する。なお、ゲーム内容はフィクションであり歴史上の事実に関してはモデルとなった武将・大名の項目を参照のこと。勢力の順は、メインストーリーの勢力は初期設定集の掲載を基とし、その他の勢力は北から順に解説する。
天城 颯馬（あまぎ そうま）
声 - ますおかゆうじ→増田雄市（PSP版）
主人公。絵師は京作。プレイヤーが選んだ陣営に所属し、軍師を務める。真面目な好青年だが、少し優柔不断で、特に女性に対してその傾向が強い。所属陣営ごとに生まれなどの設定がそれぞれ違う。初期能力・成長・スキル・兵種も各勢力で異なるが、大体平均以上で、高性能なバランス型武将。

### 初期所属勢力

#### 織田家
当主は織田信長。メインヒロインも同じ。絵師は雪月竹馬(女性キャラ)と京作(男性キャラ)。アドベンチャーパートでの選択によっては本能寺の変が発生することもある。これが発生すると、信長と明智光秀は死亡し、羽柴勢または徳川勢のシナリオに移行する。
物語は桶狭間の合戦が終わり、織田・徳川が同盟交渉を行うところから始まる。颯馬は徳川家の武将として石川数正と共に交渉に当たっていたが、信長から同盟の条件として颯馬か数正を織田家に仕えさせることを提示する。家康・数正・颯馬の三人で話し合った結果、颯馬を草として、そして信長の手腕を身につけるために軍師として仕えさせることとなった。
織田 信長（おだ のぶなが）
モデル:織田信長
声 - 香澄りょう→高城みつ（PSP版）
織田家当主。気さくで豪快な性格。常識にとらわれない発想と行動力のため、「尾張のうつけ」と呼ばれる。敵には容赦しないが、味方には慈悲深いため、家臣からの信頼は厚い。あだ名をつけるのが好きで、颯馬には「青二才」というあだ名をつける。幸若舞の「敦盛」を好むが、これを舞うときは機嫌が良いときと現実逃避をするとき、そして都合の悪いことをスルーするときである。
織田 信行（おだ のぶゆき）
モデル:織田信行
声 - 上田朱音→同じ（PSP版）
信長の妹。本能寺の変が起きると名目上の当主となる。頭の回転は良いが、甘えん坊で少しだまされやすい。姉である信長を慕っているが、素直になれない。かつて信長に謀反を起こしたことがあるが、これは姉の気をひくためのものだった。
前田 慶次（まえだ けいじ）
モデル:前田利益
声 - 桜川未央→同じ（PSP版）
織田家重臣。遊女のようなド派手で際どい衣装が特徴。人の名前を「ちゃん」付けで呼び、信長のことも「ノブちゃん」と呼んでいる。機転の利く人物で、それを悪戯に使うことも各人のサポートにも使うこともある。
明智 光秀（あけち みつひで）
モデル:明智光秀
声 - 水純なな歩→澤宮菜穂（PSP版）
織田家重臣。真面目で几帳面だが、融通のきかない一面があり、他人となじみ難いところがある。自分の愛想のなさもコンプレックスになっている。
丹羽 長秀（にわ ながひで）
モデル:丹羽長秀
声 - 越雪光→小林範雄（PSP版）
織田家重臣。他国の要人からは「鬼五郎」、信長からは「米五郎」と呼ばれている。頭の真ん中を月代として剃っているのか、あるいは禿げているのか見当のつかない飄々とした中年で縁の下の力持ちとしてあるいは数少ない常識人として織田家を支えている。料理好きでもある。
前田 玄以（まえだ げんい）
モデル:前田玄以
声 - カマンベール十円堂→白川周作（PSP版）
織田家重臣。かつては僧籍にあったが、今は還俗している。立派な男で声も低く渋いのだが、女性的な顔立ちとなぜか尼僧姿のため、黙っていると美女にしか見えない。自分のことを「玄さん」と呼ばせる。
森 蘭丸（もり らんまる）
声 - 朝樹りさ
PSP追加キャラクター。

##### 羽柴勢
名目上の当主は織田信行。メインヒロインは羽柴秀吉。絵師は開栓注意(女性キャラ)と京作(古田織部)。
羽柴 秀吉（はしば ひでよし）
モデル:豊臣秀吉
声 - 草柳順子→中田順子（PSP版）
羽柴勢のリーダー。「和風ビキニアーマー」といった格好である。「かぁいい」「にししし(笑い声)」といった少し変わった口調も特徴。可愛い女の子が大好きなレズビアンだが、同僚の颯馬に強く惹かれたりと男嫌いというわけではない。お調子者だが、頭は切れる。
竹中 半兵衛（たけなか はんべえ）
モデル:竹中重治
声 - 藤森ゆき奈→同じ（PSP版）
羽柴勢の軍師。羽柴勢ルートか他家でプレイしたときしか登場しない。自分のことを「半兵衛さん」と呼び、好奇心旺盛さがあまって思いついた策を実行したくなる癖があるなど少し不思議ちゃんのところがある。見た目はロリ系の少女だが、肺病を患っているため、儚げな雰囲気も漂っている。
古田 織部（ふるた おりべ）
モデル:古田織部
声 - 胸肩腎→山本兼平（PSP版）
羽柴勢重臣。羽柴勢ルートか他家でプレイしたときしか登場しない。数寄者であるが、どこか感性が他の人と異なっており、人も茶器も歪みや欠けのある方が美しいと思っている。

##### 徳川勢
名目上の当主は織田信行。メインヒロインは徳川家康。絵師はさいばし(徳川家康・石川数正)、あまぎみちひと(本多忠勝)、京作(井伊直政)。井伊直政以外は信長ルートでも仲間になる。
徳川 家康（とくがわ いえやす）
モデル:徳川家康
声 - 水純なな歩→澤宮菜穂（PSP版）
徳川家当主。幼い頃の面影を強く残しており、信長からは「子ダヌキ」と呼ばれている。そのあだ名の通り小動物的なところはあるものの割としっかりしている。颯馬のことを「颯くん」、石川数正のことを「数ちゃん」と呼んで頼りにしている。
本多 忠勝（ほんだ ただかつ）
モデル:本多忠勝
声 - 青葉りんご→同じ（PSP版）
義と武士道を重んじる徳川家の重臣。愛槍・蜻蛉切を操る(このため、はじめからアイテム「蜻蛉切」を所有する)。比較的軽装だが、常人離れした軽い身のこなしで敵の攻撃を避けるため、かすり傷ひとつ負ったことがない天下無双の武人。明るく裏表のない性格。井伊直政は弟分でもある。
石川 数正（いしかわ かずまさ）
モデル:石川数正
声 - 宮沢ゆあな→同じ（PSP版）
徳川家重臣。外見はクールだが、物腰は柔らか。文武両道の名将で家康のためにがんばっている。家康に対しては忠義というよりも愛(それも執着に近いほど)で仕えており、数正が家康の元を離れるのがいやで颯馬が織田家に残らされたという経緯がある。
井伊 直政（いい なおまさ）
モデル:井伊直政
声 - 鶴屋春人→尾崎未來（PSP版）
家康の小姓。徳川勢ルートか他家でプレイしたときしか登場しない。幼い美少年でありながら、功を立てるために物々しい鎧で身を固めて敵に突撃する。ただ、背格好などの関係から鎧になじんでいるとは言えず、「鎧に着られた武将」と呼ばれる。家康や忠勝を姉のように慕う。

#### 三好家
当主は三好長慶。メインヒロインは松永久秀、PSP版以降は三好長慶もメインヒロインへ昇格している。絵師は碧野グンジョウ(三好長慶)とごばん(松永久秀・三好三人衆)、京作(十河一存)。阿波・和泉・河内に勢力を持つ大名。畿内の有力大名であり、将軍家ともつながりがあるが、その関係は決して良いものではなく、ついに何者かが将軍・足利義輝を襲撃するにいたり、三好家の評判は悪化する。十河一存の友人として三好家に仕官していた颯馬は三好長慶・十河一存から将軍襲撃事件の首謀者と目される有力武将の松永久秀を調査するよう頼まれたことから物語は始まる。
三好 長慶（みよし ちょうけい）
モデル:三好長慶
声 - 東星京子→同じ（PSP版）
三好家当主。戦の時には凛々しく果敢であるが、民生にも巧みな手腕を発揮するため、家臣たちの信頼は非常に厚い。弟の十河一存とは一心同体的な息のよさを見せる。松永久秀の野望には感づいているのだが、彼女の根底にある純粋さにも気づいているため、厳しい態度を取れないでいる。なお、ストーリーによっては隠居同然となってしまい、ユニットが消滅する。
松永 久秀（まつなが ひさひで）
モデル:松永久秀
声 - 猪鹿ちよ→同じ（PSP版）
三好家重臣。元は商家の娘だったが、策謀を駆使して今の地位に登りつめた。実は颯馬は彼女の「下僕」であり、久秀の立てた策謀を実行する役割を担っている。現在は三好家を天下統一に導いた後に乗っ取る計画を立てている。ただ、心の根底には純粋なところがあり、長慶にそれを指摘されて動揺する。また、薬の調合にも長けており、強力な媚薬や体を麻痺させた上に思考能力を奪う薬を作る。
PSP版の三好家シナリオでも颯馬は「おもちゃ」であることに変わりは無いが「家族」としての情もあったのか長慶ルートでは最期に「いきなさい」と告げ、炎の中へ消えていった。(颯馬は「生きなさい」と「行きなさい」どちらの意味なのかと悩んだ)
十河 一存（そごう かずまさ）
モデル:十河一存
声 - 風見トーリ→石川弘則（PSP版）
三好長慶の弟。「鬼十河」のあだ名を持つ猛将で、馬術にも長ける。松永久秀のことを強く警戒しており、三好家シナリオでは長慶とともに颯馬に調査を依頼する。しかし、その後まもなく謎の死を遂げる(三好家シナリオのみ死亡する)。この事件がきっかけで久秀の駒としてのみ動いてた颯馬に揺らぎが生じることになった。
足利シナリオでも死亡するがPC版では椿が呪殺するがPSP版では長慶を逃すために殿軍になり、正に鬼のごとく暴れ回り死亡した
三好 長逸（みよし ながやす）
モデル:三好長逸
声 - 和葉→伊藤葉純（PSP版）
三好三人衆の一人でリーダー的存在。方眼鏡が特徴。長慶と久秀の両方に取り入っていた。性格はクール。三好シナリオでは長慶を裏切ることはないが、PSP版の足利シナリオでは他2人と同じく久秀側の人間で、彼女の指示で暗躍していた。
三好 政康（みよし まさやす）
モデル:三好政康
声 - 鈴音華月→飯野ユウ（PSP版）
三好三人衆の一人。露出狂の気がある。また、小難しいことを考えるのが苦手で、戦い専門を自負しており、戦の時にはテンションが極度に上がる。
PSP版では無数の死体の先にいる十河が既に死亡していることに気づいているが敬意を表して全軍を撤退させた。
岩成 友通（いわなり ともみち）
モデル:岩成友通
声 - 倉田まりや→同じ（PSP版）
三好三人衆の一人。おっとりとしていてつかみ所がない。

#### 武田家
当主は武田信玄。メインヒロインも同じ。絵師は井藤ななみ(女性キャラ)と京作(男性キャラ)。甲斐を中心として勢力を広げる強豪。主だった家臣に「風林火山」を構成する山県昌景、馬場信春、内藤昌秀、虎綱春日に「雷」の真田幸村と「陰」の山本勘助がいる。颯馬は山本勘助の養子かつ弟子で、信玄らの信頼も厚い。
なお、武田家シナリオを一度クリアすると武田信廉をメインヒロインとする「影ルート」が開放される。
武田 信玄（たけだ しんげん）
モデル:武田信玄
声 - 新堂真弓→同じ（PSP版）
甲斐武田家の当主。見た目は小学生から中学生ぐらいの可愛らしい少女で、白く長いストレートの髪と、赤い甲冑が特徴。小さな体から発せられる強い覇気によって、強い緊張感をもたらし、我の強い武将たちをまとめ上げている。しかし、周囲には隠しているが病弱であり、当主ではない素の姿からは儚い雰囲気を与えてもいる。颯馬のことを憎からず思っているが、医者から子どもを産めないと宣告されていることから積極的になれないでいる。
武田 信廉（たげだ のぶかど）
モデル:武田信廉
声 - 新堂真弓→同じ（PSP版）
信玄の妹であり、影武者。病弱の信玄に代わって指揮をとることもある。見た目は信玄とほとんど変わりないが、髪の毛の端が少しはねている。本来は無邪気でややシャイな性格。絵を描くのが得意だが、字は下手。なお、彼女がユニットとして登場するのは他家のシナリオか群雄モードのみである。
真田 幸村（さなだ ゆきむら）
モデル:真田幸村
声 - 高槻つばさ→雪野梨沙（PSP版）
若いながらも「雷」の名を持つ重臣。生真面目できついこともストレートに言う。一方で、訓練中に転んでパンツを見せたり、真面目な会話でかんでしまうなどのドジっ娘でもある。髪の毛が弱点で、髪を触られると力が抜けてしまう。
馬場 信春（ばば のぶはる）
モデル:馬場信春
声 - 秋野花→あさみほとり（PSP版）
風林火山の「火」を司る武田四天王の重臣。「炎の馬場」と呼ばれるほどの猛将だが、いつも馬のフードをかぶっており、これを家中に広めるのが夢。泥酔すると服を脱ぐ癖がある。また、こだわりの違いから内藤昌秀と張り合うことが多い(別に仲が悪いわけではない)。
虎綱 春日（とらつな はるひ）
モデル:春日虎綱
声 - 草柳順子→中田順子（PSP版）
風林火山の「林」を司る武田四天王の重臣。「徐なる虎綱」ともよばれ、慎重な采配を行う。馬フードへのこだわりが強い馬場と超ナルシストの内藤との張り合いに巻き込まれて困惑させられることもしばしばである。
内藤 昌秀（ないとう まさひで）
モデル：内藤昌秀
声 - はかせ→石原大彦（PSP版）
風林火山の「風」を司る武田四天王の重臣で、「風の如く内藤」と呼ばれる。自分の美貌と肉体に絶大なる自信を持つナルシスト。巨乳が嫌い。兵法では圧倒的な速さに拘り、内政や兵站確保にも手腕を発揮する。
山県 昌景（やまがた まさかげ）
モデル:山県昌景
声 - 古河徹人→同じ（PSP版）
風林火山の「山」を司る武田四天王のリーダー格で、勘助と並ぶ宿老。しかし、史実の小兵ぶりが誇張されたためか、外見は少年のようである。それが性格にも反映されているようで、他の家臣(特に颯馬)をからかうのが好き。
山本 勘助（やまもと かんすけ）
モデル:山本勘助
声 - 胸肩腎→山本兼平（PSP版）
「陰」の称号を持つ武田軍の軍師。四天王ではないが、昌景と共に武田家を支えている隻眼の宿老。颯馬の師匠でもあり、何かあると颯馬への説教が始まる。軍師の任は颯馬に譲ってはいるが重臣中の重臣であるため、信玄の体調や影武者の存在などの機密事項も知る。

#### 上杉家(長尾家)
当主は上杉謙信(長尾景虎)。メインヒロインも同じ。絵師は雛咲(女性キャラ)と京作(上杉景勝)。越後の豪族。国人たちが割拠する越後において、長尾晴景には国をまとめる力がなかったため、出家していた妹の虎千代を還俗させる動きが強くなった。そして虎千代は長尾景虎と名乗り、勢力をまとめていくが、今度は国人衆に加えて兄・晴景との関係も悪化する。そんな中、天狗の下で狗法を学んでいた颯馬は幼い頃に立てた誓いを守るため、山を降りて虎千代の心を反映させる鈴の音を頼りに長尾家に仕える。
長尾 景虎(ながお かげとら)→上杉 謙信（うえすぎ けんしん）
モデル:上杉謙信
声 - 青葉りんご→同じ（PSP版）
長尾家の当主。幼名は虎千代。長い髪を後ろで一つに束ねているので一見、短髪のようで、美少年のような凛々しさを備えていることから女性にも人気がある。民と共に歩むことを理想とし、正義を重んじる人間だが、越後国人衆との対決や周囲の期待などのプレッシャーに押しつぶされそうな脆さもある。颯馬とは幼い頃に出会い、互いに「越後の混乱を収める」「虎千代を助ける」という誓いを立てあう。越後国内統一後に長尾景虎から上杉謙信に改名し、それに合わせてユニット名も変更される。ちなみに、本作では山内上杉家が大名として残っているため、扇谷上杉家の名籍を継いだことになっている。
エピローグでは颯馬との子を産んでいる
小島 弥太郎（こじま やたろう）
モデル:小島弥太郎
声 - 鈴音華月→飯野ユウ（PSP版）
長尾家の武将。スーパーモデルのような長身の美女で、男気にあふれる。モデルである小島弥太郎の伝承が元になっているためか犬と猿にひどく嫌われているが、本人は動物好き。
与六(よろく)→直江 兼続（なおえ かねつぐ）
モデル:直江兼続
声 - 榛名れん→神保巴（PSP版）
長尾家の武将。元々は炊事係だったが、小島弥太郎に見出されて武将となる。甲冑や刀の鍔に「愛」の字のデザインがちりばめられている。謙信に恋愛感情に近いほど心酔していて、謙信と親しげに話す颯馬のことを快く思っていない。
宇佐美 定満（うさみ さだみつ）
モデル:宇佐美定満
声 - 草柳順子→中田順子（PSP版）
長尾家の軍師。独特のしゃべり方と巨大な胸、宇佐美というだけで頭にウサミミのような飾り物をつけているのが特徴。月夜に月見団子を食べるのが好き。ひどくおっとりとしているが、人や物事の本質を見抜く目を持っている。
長尾 顕景(ながお あきかげ)→上杉 景勝（うえすぎ かげかつ）
モデル:上杉景勝
声 - 小次狼→桜木章人（PSP版）
長尾景虎の親族で後に養子となる。寡黙で感情の起伏に乏しい。いつもペットの猿をつれているのだが、それに「サル」と名づけており、初対面の人物を戸惑わせる。

#### 伊達家
当主は伊達政宗。メインヒロインは伊達政宗か支倉常長で、選択により分岐する。絵師は雪月竹馬(女性キャラ)と京作(ルイス・ソテロ)。中陸奥(陸前国と陸中国の一部)の豪族。颯馬は支倉常長の婚約者。嵐の被害状況の調査中に、二人は破損した南蛮船を発見し、乗組員を救出するが、その中に宣教師のルイス・ソテロがいた。彼は領主である伊達政宗に布教の許可をもらうために謁見するが、政宗は条件としてイスパニアとの交易を提示する。交易をソテロの独断で決められないため、政宗はソテロを正使・常長を副使とする交渉団を派遣することとした。颯馬は留守中の常長の名代として、伊達家で本格的に働くこととなった。
伊達 政宗（だて まさむね）
モデル:伊達政宗
声 - 上田朱音→同じ（PSP版）
伊達家当主。容貌に少し幼さを残すが、破天荒で戦上手。右目は普段は何も見えないが、時折少しだけ先の状況を見ることができ、それが様々な局面で生かされている。元々右目も晴眼だったが、敵対勢力に父が拉致されたときにやむなく父ごと敵を射殺する(史実の粟之巣の変事に相当)。そのときから右目が見えなくなった上、夜になるとひどく右目が痛むことから、失明したのは父の呪いだと思っており、それに巻き込みたくないという思いから人々と少し距離を置いている。料理が得意。
支倉 常長（はせくら つねなが）
モデル:支倉常長
声 - 春日アン→加澄もも（PSP版）
伊達家家臣。大人っぽくおしとやかな雰囲気だが、並外れた度胸を持っており、交渉を得意とするため、伊達家の遣欧使節の副使に任ぜられる。イスパニアをはじめとする国々との交渉は上手くいかなかったが、列強諸国や植民地となった地域の見聞を広め、帰国後も重用される。颯馬とは幼馴染で婚約者の関係で、幼い頃は泣き虫だったと語られる。政宗とは逆に料理の腕は壊滅的なひどさ。
片倉 景綱（かたくら かげつな）
モデル:片倉景綱
声 - 高槻つばさ→雪野梨沙（PSP版）
政宗の腹心。神職の家系という出自から、巫女のような衣装を纏っている。ドSで、怒らせるととんでもなく恐ろしいオーラを漂わせる。また、政宗に対して(だけ)は母性愛にあふれているのだが、少々邪な感情も混ざっている。
鬼庭 良直（おにわ よしなお）
モデル:鬼庭良直
声 - ひなき藍→ミルノ純（PSP版）
伊達家家臣。着崩した着物にさらしと腰に挿したたくさんの刀が特徴。一度は隠居したのだが、さびしくなって現役復帰した。そのため、決まった役職についてはおらず、気ままに行動しているときに気付いたことをサポートして回っている。気に入った人物には自分の名前を呼び捨てにさせる。
ルイス・ソテロ
モデル:ルイス・ソテロ
声 - 古河徹人→同じ（PSP版）
イスパニア出身の宣教師。見た目は胡散臭いが、温和で人付き合いが上手な好人物。親愛の表現としてハグするのがクセだが、力をコントロールできないために相手を気絶寸前に追いやってしまうこともある。なお、彼は信仰上の理由から戦闘に参加できない(すなわちユニットとして登場しない)。

#### 毛利家
当主は毛利隆元。メインヒロインは毛利元就・毛利隆元・吉川元春・小早川隆景の内一人を選択する。絵師は神吉(女性キャラ)と京作(毛利秀包)。安芸国の小大名。謀神(はかりがみ)と呼ばれた毛利元就は長女の隆元に家督を譲っているが、今も事実上の当主として毛利家に君臨している。そのため、隆元の影は薄く、本人も政治より文化の方に力を入れている。このような隆元の姿に次女の吉川元春は反発し、三女の小早川隆景は少し呆れている。颯馬はかつて牢人だったが、度重なる仕官の失敗に落ち込んでいたところで隆元と出会い、彼女の最初の直臣として仕えている。
毛利 隆元（もうり たかもと）
モデル:毛利隆元
声 - 雪村とあ→同じ（PSP版）
毛利家当主。少しおっとりとしていて、政治よりも文化的なものを好む。このことと颯馬に甘えているところもあって事務的な仕事が好きではない。また、偉大な母に対する劣等感から自信をもてないでいる。これらのことから元春からは馬鹿にされ、隆景からは少し呆れられている。しかし、人脈が広く、それを生かした金銭調達に長けている。
毛利 元就（もうり もとなり）
モデル:毛利元就
声 - 高井戸雫→同じ（PSP版）
毛利家前当主。歳を感じさせない美女で、謀神とも呼ばれる名将だが、子どもたちに対しては良き母親でもある。しかし、親馬鹿で、子どもたちが困っているとつい手を出してしまうため、今も事実上の当主となってしまっている。また、ひどく愚痴っぽい性格で、颯馬は彼女のボヤキの聞き役にされている。
吉川 元春（きっかわ もとはる）
モデル:吉川元春
声 - 春日アン→加澄もも（PSP版）
毛利家次女。ふさふさのポニーテールが特徴の猛将。姉らしくない隆元に対して苛立ちを覚えており、それが隆元を馬鹿にするような言動につながっている。颯馬のことを狙っているが、やや子どもっぽいせいかおもちゃの取り合いのような感覚である。
小早川 隆景（こばやかげ たかかげ）
モデル:小早川隆景
声 - 新堂真弓→同じ（PSP版）
毛利家三女。ショートカットと首の大きな鈴が特徴の知将で、最も元就に似ているといわれる。クールで感情を表に出すのが得意ではないせいで冷たい印象を与えている。
毛利 秀包（もうり ひでかね）
モデル:毛利秀包
声 - 杉原茉莉→水口まつり（PSP版）
毛利家末弟。姉たちから可愛がられ、甘やかされたがわがままにならずまっすぐに育った。思いやりがあり、利発であるために、自分の感情や願望を押し殺すところがある。姉たちの不協和音に心を痛めている。

#### 大友家
当主は大友宗麟。メインヒロインは立花宗茂。絵師は秋野すばる。豊前国・豊後国・筑後国にまたがる領地を治める小大名。颯馬は元々大友家に仕える武家の子だったが、両親と死別した後、妹を立花家に預けて武者修行に出る。物語は彼が帰還して、大友家の軍師として活動するところからはじまる。
大友 宗麟（おおとも そうりん）
モデル:大友宗麟
声 - 水純なな歩→澤宮菜穂（PSP版）
大友家当主。金髪・巨乳・シスター服が特徴。趣味と実益を兼ねて南蛮との交流に力を入れているのだが、だまされやすい上に金銭感覚がおかしいために変な壺などを買わされてしまうことも多い。
前作とは違い、既に道雪たちにより南蛮神教の危険性を熟知している。(前作で言うとフランシスの名を捨てた状態)
立花 宗茂（たちばな むねしげ）
モデル:立花宗茂
声 - かわしまりの→同じ（PSP版）
大友家の武将で、立花道雪の養女かつ高橋紹運の義妹。向上心が強く、不正やだらしないものをひどく嫌う性格。このため、いつも軍議に遅刻すれすれでやってくる颯馬に手厳しい。しかし、いろいろな局面でサポートしてくれる颯馬にいつしか恋心を抱くのだが……。
立花 道雪（たちばな どうせつ）
モデル:立花道雪
声 - 青葉りんご→同じ（PSP版）
大友家の重臣で宗茂の養母。幼い頃の落雷事故によって下半身が不自由となり、いつも車椅子に乗っているが、戦の時にはそれを感じさせない猛将。そして、優しさと厳しさを兼ね備えた人物である。和服に黒髪と和風な様相で外見がまとめられている。
颯馬の正体には早々に気付いていた。
高橋 紹運（たかはし しょううん）
モデル:高橋紹運
声 - 香澄りょう→高城みつ（PSP版）
大友家の重臣で道雪とは義姉妹の契りを結んでいる。曲がったことが嫌いで、飾り気の無い、さばさばした感じの女性。猛将だが、ひどい方向音痴。初恋の男性からもらった簪を大切にしている。
颯馬の正体には早々に気付いていた。

#### 龍造寺家
当主は龍造寺隆信。メインヒロインも龍造寺隆信。絵師は屑(女性キャラ)と京作(男性キャラ)。肥前の一部を支配する豪族。颯馬は鍋島直茂の異母弟であり、天城家に養子に出されて軍師として修行していたが、それを終えて龍造寺家に戻ってきた。鍋島直茂の弟かつ龍造寺隆信の義弟という立場に甘んじることなく主家を守り立てるべく奮闘する。
龍造寺 隆信（りゅうぞうじ　たかのぶ）
モデル:龍造寺隆信
声 - ひなき藍→ミルノ純（PSP版）
龍造寺家当主。「南蛮風の衣装」(ビキニ)と大きなリボンが特徴。極度のブラコンで、義弟の颯馬のことが大好きでたまらないのだが、当主という立場から公的な場ではそれを抑えている。当主としての自分と龍造寺隆信という個人の感情に上手く折り合いがつけられず、颯馬への態度がちぐはぐなものになったり、極端な独断専行に走ったりする。
鍋島 直茂（なべしま なおしげ）
モデル:鍋島直茂
声 - 杉原茉莉→水口まつり（PSP版）
龍造寺家軍師。隆信の義妹であり、颯馬の異母姉である。沈着冷静で几帳面だが、ブラコン気味。モデルの鍋島家にまつわる鍋島の化け猫騒動の伝承のせいか猫に嫌われているのだが、本人は大の猫好きで、颯馬の提案で「にゃべしまにゃおしげ」なる猫娘になり、猫に警戒されないような秘密特訓もしている。
信常 エリ（のぶつね えり）
モデル:江里口信常
声 - 杉原茉莉→水口まつり（PSP版）
龍造寺四天王の一人。颯馬とは幼馴染だったようで「エリ姉」と呼ばれる。常に一番槍を任せられる猛将だが、可愛いものが大好き。
円城寺 胤（えんじょうじ たね）
モデル:円城寺信胤
声 - 金田まひる→同じ（PSP版）
龍造寺四天王の一人。お嬢様のようないでたちだが、毒舌家で皮肉が得意。弓の名手でもある。
成松 信勝（なりまつ のぶかつ）
モデル:成松信勝
声 - 越雪光→小林範雄（PSP版）
龍造寺四天王の筆頭。苦労性で、（よく言えば）個性あふれる面子の中では屈指の常識人。ただ、外見と武人としての覇気が漂っていることから相手に怖がられてしまうこともある。
百武 賢兼（ひゃくたけ ともかげ）
モデル:百武賢兼
声 - 胸肩腎→山本兼平（PSP版）
龍造寺四天王の一人。一見ただの筋肉バカだが、実は智謀にも長けた賢い男で、隆信への諫言も行う。恐妻家でもある。
木下 昌直（きのした まさなお）
モデル:木下昌直
声 - 和葉→伊藤葉純（PSP版）
颯馬と共に仕官した少女で、物語終盤に龍造寺四天王の名乗りを許される。一人称が「俺」であることと貧乳であることからよく少年に間違われ、そのたびに憤慨して暴れる。隆信にいたっては最後の最後まで男だと思っていた。

#### 島津家
当主は島津貴久、後に島津義久。メインヒロインは島津四姉妹(義久・義弘・歳久・家久)。絵師はN島(四姉妹)と京作(島津貴久)。鎌倉以来、薩摩の地に根を張る豪族。当主の島津貴久は英明で知られ、家臣・領民の信頼も厚い。また、優秀な四姉妹の活躍により、勢力を拡大しつつある。颯馬は牢人であったが、たまたま酒場で貴久と会い、そこで(酔っ払いながらも)献策した作戦が評価されて仕官することとなった。
島津 貴久（しまづ たかひさ）
モデル:島津貴久
声 - ますおかゆうじ→増田雄市（PSP版）
島津家当主。四人の年頃の娘がいるとは思えない若々しい外見である。文武両道で、家臣からの信頼も厚い。家臣たちの前では威厳を見せるが、地の性格は「若々しい」というよりも、すぐに駄々をこねる・拗ねるなど子どもっぽい。また、極度の親バカである。このため、娘たちからは頼りにされつつも呆れられている。ストーリーが進むと隠居してユニットは消滅するが、イベントには出る。
島津 義久（しまづ よしひさ）
モデル:島津義久
声 - 歌織→富山あかり（PSP版）
島津家長女、後に島津家当主。「三州一の美女」と言われる。普段はおっとりしているが、前作までと異なり、いざというときには適切な指示と高い統率力を見せる。貴久が奇襲により危機に陥ったときにも彼女の指揮で窮地を脱した(これがきっかけで貴久は隠居する)。颯馬に対してははじめから積極的で、何度も「お世継ぎ」のことを口にして貴久と颯馬を困惑させていた。
島津 義弘（しまづ よしひろ）
モデル:島津義弘
声 - 中家志穂→橘志穂（PSP版）
島津家の次女で通称は「ひろねえ」あるいは「ひろちゃん」。島津家の武力担当で合戦では常に先頭に立って勇猛果敢な活躍を見せる将で「鬼島津」とも呼ばれるが、本人はあまりそのあだ名が好きではない。恋愛ごとには奥手で、颯馬へのアプローチにもなかなか勇気を出せずにいた。
島津 歳久（しまづ としひさ）
モデル:島津歳久
声 - 東かりん→平山縁（PSP版）
島津家の三女で通称は「としちゃん」あるいは「としねえ」。四姉妹の中では一番頭がよく、知識も豊富。言いにくいことも嫌われることを承知であえて言うこともある。颯馬に対しては、初対面のときの会話がきっかけでつっけんどんではあるが、嫌っているわけではない。
島津 家久（しまづ いえひさ）
モデル:島津家久
声 - 桜川未央→同じ（PSP版）
島津家の末っ子で通称は「いえちゃん」。四姉妹の中で一人だけ母親が異なり、そのことを気にしている。そのため、姉たちに遠慮と引け目を感じているが、そのことを巧みに隠している。

#### 足利家
当主は足利義輝。メインヒロインは足利義輝・細川幽斎・高橋椿の3人。絵師はぽーしょん。条件を満たすことでプレイできるようになる。松永久秀による将軍襲撃(史実における永禄の変に相当)から逃れた足利義輝と細川幽斎が、突如現れた高橋椿の力を借りて三好・松永への復讐と幕府再興をかけて北出羽にて挙兵する。三好家ストーリーの「裏ルート」的なシナリオであり、颯馬は元々三好家の軍師であったが、高橋椿の妖術に操られて三好家を出奔し、義輝に忠誠を尽くすという設定となっている。また、バッドエンドに相当するエンディングもある。
なお、足利家では一部を除いてユニークユニットを仲間にすることができない、一部勢力はこちらから敵対的行動を仕掛けない限り他の勢力を攻めることも攻められることもないという特徴がある。
PSP版ではPC版とは別の話となっており、天城颯馬は別世界の人間のようであり、江姫という新キャラが登場している(江姫は使用可能ユニット)。
足利 義輝（あしかが よしてる）
モデル:足利義輝
声 - ももぞの薫→同じ（PSP版）
室町幕府第13代将軍。前作までと異なり、豊満な肉体を持つ大人の女性となった。剣豪将軍とも呼ばれる剛毅な人物で、松永久秀による刺客を撃退に成功する。その後、地方へ落ち延び、有力大名へ三好・松永打倒の御内書を送るが、ことごとく無視される。窮地に陥っていたところに高橋椿が現れ、幕府再興に着手することとなった。性格は豪胆だが、敵対したものを許す寛容な面も持ち合わせる。
PSP版では最初は復讐しようとしていたが放浪しているうちにその気は無くなってしまった。その後とある小屋にて颯馬、江姫、椿と出会い、北出羽に新たな国を興すことになる。放浪中に貧しいはずの人たちから施しを受けたことにより将軍としてさらに「持つものの義務」として大切な事を見出した。また三好家シナリオでは開始早々に幽斎と共に死亡してしまう
一度足利家をクリアすると三好家ルート以外ではターン経過により幽斎と共に登場する
細川 幽斎（ほそかわ ゆうさい）
モデル:細川幽斎
声 - 杉原茉莉→水口まつり（PSP版）
義輝の側近。教養だけでなく武勇も持ち合わせているが、見た目はお姫様そのもの。主君である足利義輝以外への関心が薄いため、反応が薄く、感情がはっきりしない。
PSP版でも義輝に付き添っている。また三好家シナリオでは開始早々に義輝と共に死亡してしまう
一度足利家をクリアすると三好家ルート以外ではターン経過により義輝と共に登場する
高橋 椿（たかはし つばき）
モデル:八百比丘尼
声 - 片倉ひな→南月悠奈（PSP版）
義輝・幽斎の前に突然現れた謎の女性。十河一存を術で殺したことから二人の信用を得る。さらに一存の死に心を痛めた颯馬の心のスキを付いて彼を足利家の軍師にする。心を操る術を最も得意としており、捕虜を洗脳し、義輝・幽斎の三好・松永への憎悪を増幅させている。また、傷つけられても一瞬で怪我が治る。一方で、悠久の時を生きるが故の孤独感にさいなまれてもいる。
PSP版では心操る術は無くなっており、ただの不老不死の人となっている。そのため捕虜は他のシナリオと同じく説得により仲間にする必要がある。また回想自体には載らないが首なしの身体が首を探し回った事もあるらしい(颯馬は一緒に探させられた)。江姫と颯馬のある部分を隠した事からある程度の術も使える
江姫の言葉により、悠久の時を生きることにわだかまりはなくなり、義輝とその子孫たちが行うことを記憶しておく役割を仰せつかった。(最初はバケモノがいるという噂が立つことを恐れ、断ったが、義輝が悠久の時を生きるバケモノが家臣に居ることを公表する気満々であったために断れなくなってしまった)
一度足利家をクリアすると他国モードで江姫と共に仲間になる
江姫(ごうひめ)
声 - 藤森ゆき奈
PSP追加キャラクター
尾張の大うつけが伯父と言っているのでモデルは崇源院とみられる。
颯馬と共に別世界より飛ばされた人間であり、元の世界は義輝や長慶らが男ということでおそらく現実の世界もしくはそれに酷似した世界とみられる。
一度足利家をクリアすると他国モードで椿と共に仲間になる。

### パワーアップキット版初期所属勢力
パワーアップキット版で選択可能になる勢力。シナリオは地方統一までで終了する。

#### 最上家
南出羽の豪族。絵師はたぢまよしかづ(女性キャラ)と黒田んぼ(男性キャラ)。モデルは最上氏。
最上 義守（もがみ よしもり）
モデル:最上義守
声 - 水純なな歩→澤宮菜穂（PSP版）
最上家当主。幼い顔立ちだが、真面目で一生懸命。ただし、ドジでおっちょこちょいなところもある。
最上 義光（もがみ よしあき）
モデル:最上義光
声 - 狛乃ハルコ→同じ（PSP版）
最上家武将。『2』までと異なり、義守との関係は不明だが、彼女とは非常に仲が良い。少し傲慢だが、家中の仕事を「こっそり」手伝うのが好き(周囲にはバレバレだが、気付くとへそを曲げてしまうため、皆素知らぬふりをしている)。
池田 盛周（いけだ もりちか）
モデル:池田盛周
声 - チュンセン→中山真吾（PSP版）
最上家武将。真面目で、弱い者の味方。かつて一揆に加担したこともあったが、これは悪政に苦しむ民を見捨てられなかったためである。
氏家 定直（うじいえ さだなお）
モデル:氏家定直
声 - 越雪光→小林範雄（PSP版）
最上家武将。和風執事といった感じの初老男性で、こまごまとした日常業務や仕事の合間の茶菓の用意など万事に抜かりのない人物。

#### 北条家
伊豆、相模の全域および武蔵の一部を支配する小大名。絵師は譲葉(北条早雲・氏康)と黒田んぼ(北条綱成)。モデルは後北条氏。
北条 早雲（ほうじょう そううん）
モデル:北条早雲
声 - 歌織→富山あかり（PSP版）
北条家当主。妖艶な美女で実際の年齢は不明。色々な意味で巧者であるが、娘の北条氏康には厳しくも優しい母親である。
北条 氏康（ほうじょう うじやす）
モデル:北条氏康
声 - 中家志穂→橘志穂（PSP版）
北条早雲の娘。快活で文武両道の名将。母への敬意が行き過ぎて男嫌いになり、男を問答無用で見下しているのだが、猫をかぶるのが得意なため、それを巧みに隠している。
北条 綱成（ほうじょう つなしげ）
モデル:北条綱成
声 - 小次狼→桜木章人（PSP版）
北条家武将。爽やかな雰囲気の将だが、(本人もあまり自覚していないが)ドSで敵を攻撃すると興奮する性格。

### その他の勢力

#### 南部家
北陸奥の豪族。絵師はしき(津軽為信)と京作(南部信直)。モデルは南部氏。
南部 信直（なんぶ のぶなお）
モデル:南部信直
声 - 友野康晴→神田智洋（PSP版）
南部家の当主。常に部屋に引きこもっており、部屋も暗く湿っぽい雰囲気がする。性格も暗いが、来客には明るい笑顔を見せることもある。
津軽 為信（つがる ためのぶ）
モデル:津軽為信
声 - 倉田まりや→同じ（PSP版）
南部家武将。史実通り、関羽にあこがれているのだが、これが「ヒゲフェチ」のようになっていて、髭(くちひげ)、髯(ほおひげ)、鬚(あごひげ)をきっちり使い分けている。颯馬に対しても「ひげのない男は軟弱」と軽蔑していた。

#### 蘆名家
南陸奥の豪族。絵師は秋野すばる。モデルは蘆名氏。
蘆名 盛隆（あしな もりたか）
モデル:蘆名盛隆
声 - 雪村とあ→同じ（PSP版）
蘆名家当主。守ってあげたくなるようなお嬢様だが、意外にも戦の時には陣頭指揮を執る果敢さを見せる。平時は見た目どおりのおっとりした少女で、趣味の草むしりを始めると時間を忘れて没頭する。

#### 山内上杉家
上野国・武蔵国を支配下におさめる戦国大名。絵師はしき。モデルは山内上杉氏だが、本作では上杉家(長尾家)との区別から山内家と表記される。
上泉 信綱（かみいずみ のぶつな）
モデル:上泉信綱
声 - 倉田まりや→同じ（PSP版）
山内上杉家の武将。目のやり場に困る際どい衣装だが、これは質素倹約の結果とのこと。「剣聖」とよばれる。厳格だが面倒見が良く、弟子たちに慕われている。
長野 業正（ながの なりまさ）
モデル:長野業正
声 - 東かりん→平山縁（PSP版）
山内上杉家の武将。守りに長けた人物であるが、個人的な武勇にも優れ、すり足をみただけで相手の武術の素質を見抜ける。だが、すり足とともに尻も見て、良い尻には男女構わず触る変態でもある。

#### 佐竹家
常陸の豪族。絵師は秋野すばる。モデルは佐竹氏。
佐竹 義重（さたけ よししげ）
モデル:佐竹義重
声 - 榛名れん→神保巴（PSP版）
佐竹家当主。白を基調としたボディコン風の服、銀髪、鬼面の右半分をかぶっているのが特徴。10歳頃から政務を執るほど優秀な人物だが、気まぐれで、やる気のないときには全く仕事をしない。真壁氏幹は相棒。
蘆名盛隆と一緒に出撃させると一目ぼれする
真壁 氏幹（まかべ うじもと）
モデル:真壁氏幹
声 - 倉田まりや→同じ（PSP版）
佐竹家の武将で、佐竹義重の相棒。義重と対の姿(黒のボンデージ風のビキニ、金髪、鬼面の左半分)をしている。狂犬とよばれるが、義重にはなついている。

#### 小田家
常陸の豪族。絵師はさいばし。モデルは小田氏。
小田 氏治（おだ うじはる）
モデル:小田氏治
声 - 高井戸雫→同じ（PSP版）
小田家当主。犬耳のようなリボンをしているため、子犬のような印象を与える。何事も一生懸命で、領民たちから慕われているが、天性の戦下手。
危機に陥った時に颯馬は氏治が言った事の逆をやれば良いと思い立ち、相談し逆の事をやったら本当に大した損害も無く撤退する事が出来た。氏治自身は複雑な気持ちだった。

#### 結城家
下総の豪族。絵師は碧野グンジョウ。モデルは結城氏。
結城 晴朝（ゆうき はるとも）
モデル:結城晴朝
声 - 鈴音華月→飯野ユウ（PSP版）
結城家当主。お姫様のようにおしとやかで優しいが、戦場では勇猛。結城秀康は養女ではあるが、母子というよりも姉妹に近い関係。
結城 秀康（ゆうき ひでやす）
モデル:結城秀康
声 - 東星京子→同じ（PSP版）
結城晴朝の養女。名槍御手杵を晴朝から譲り受けており、戦の時にはそれを振るう(このため、アイテム「御手杵」を最初から保有する)。晴朝とは姉妹のようで「晴朝姉さん」と呼ぶ。かつていろいろな家の養子としてたらいまわしにされたのだが、その理由が醜いからだと思い込んでいる(実際には当然、美少女)ため、顔の半分を髪で被っている。なお、史実と異なり、徳川家康との血縁関係はない。

#### 里見家
上総・安房の小大名。絵師は黒田んぼ(里見義尭・正木時忠)としき(正木時茂)。モデルは里見氏。
里見 義尭（さとみ よしたか）
モデル:里見義堯
声 - 金田まひる→同じ（PSP版）
里見家当主。武器である巨大な碇と海賊(の水夫)風の服が特徴。少々我侭で、気に入らないことがあるとすぐに癇癪を起こす。しかし、怪談(特に海に関するもの)が非常に苦手で、妖怪の名前を聞いただけで震え上がり、夜に一人でトイレに行けなくなってしまう。
正木 時茂（まさき ときしげ）
モデル:正木時茂
声 - 東かりん→平山縁（PSP版）
里見家武将。「槍大膳」と呼ばれ、巨大な槍を振るう猛将。美人ではあるが、恋愛関係にはひどく疎いため、ラブレターを決闘や試合の申し込みと勘違いすることもしばしばである。
正木 時忠（まさき ときただ）
モデル:正木時忠
声 - 来栖川勇→片桐勇介（PSP版）
里見家武将で正木時茂の弟。姉と同様に里見家を支える知勇兼備の将。悪戯好きのところもある。

#### 村上家
北信濃の豪族。絵師は歩鳥。モデルは信濃村上氏。
村上 義清（むらかみ よしきよ）
モデル:村上義清
声 - 藤森ゆき奈→同じ（PSP版）
信濃村上家当主。スクール水着の上に鎧を着ている少女で、常に先陣に立つ猛将。仲間にすると颯馬を兄のように慕う。

#### 朝倉家
越前国の小大名。絵師はごばん(朝倉義景・宗滴)と京作(真柄直隆)。モデルは朝倉氏。
朝倉 義景（あさくら よしかげ）
モデル:朝倉義景
声 - 秋野花→あさみほとり（PSP版）
朝倉家当主。仕事振りは全く無能であり、すぐに仕事を部下に押し付ける。ただ、文化に関することは好き。そして男好きでもある。
朝倉 宗滴（あさくら そうてき）
モデル:朝倉宗滴
声 - 猪鹿ちよ→同じ（PSP版）
朝倉家武将。清々しい文武両道の名将ゆえに多くの人から尊敬されている。ただ、それゆえに周囲の人が世俗の話題(特に性的なこと)を避けるため、欲求不満になっている。
真柄 直隆（まがら なおたか）
モデル:真柄直隆
声 - 来栖川勇→片桐勇介（PSP版）
朝倉家武将。細身だが、凄まじい怪力の持ち主。浅井家の遠藤直経とは互いにライバル関係。

#### 姉小路家
飛騨の豪族。絵師はたぢまよしかづ。モデルは姉小路氏。
姉小路 良頼（あねがこうじ よしより）
モデル:姉小路良頼
声 - ひなき藍→ミルノ純（PSP版）
姉小路当主。皇族に連なる家系と自分の美貌に多大な自信を持つ。そのために極度のナルシストである。良くも悪くも前向きで、全ての事象が自分の美の結果だと思っている。

#### 今川家
遠江、駿河を支配する小大名。絵師は開栓注意(女性キャラ)と京作(男性キャラ)。モデルは今川氏。
今川 義元（いまがわ よしもと）
モデル:今川義元
声 - 胸肩腎→山本兼平（PSP版）
今川家当主(ただし、織田家ルートでは既に死亡している)。自信家の色男だが、能力もそれに見合うものを持つ。娘の今川氏真には甘い。
今川 氏真（いまがわ うじざね）
モデル:今川氏真
声 - 鶴屋春人→尾崎未來（PSP版）
今川義元の娘で、織田家ルートでは今川家当主。蹴鞠をはじめとした文化的なものが大好きなのだが、政務をおろそかにしがちなため、太原雪斎によく説教されている。ただ、本当は努力家で負けず嫌い。
太原 雪斎（たいげん せっさい）
モデル:太原雪斎
声 - かわしまりの→同じ（PSP版）
今川家軍師。弁説に長ける策略家。政務を放置しがちな氏真を探しては説教するというのが日常的な光景となっている。なお、織田家ルートでは登場しない。
朝比奈 泰朝（あさひな やすとも）
モデル:朝比奈泰朝
声 - ますおかゆうじ→増田雄市（PSP版）
今川家武将。氏真に振り回され続けたことによる心労で、颯馬と同じぐらいの歳にもかかわらず、髪に白いものが混じっている。戦場に死ぬのでなければ死因は心労によると思い込んでいる。また、将来ストレスによって禿げるのではないかとも思っており、戦場で丹羽長秀を見て動揺し、ひどく失礼なことを言ってしまう場面や彼から「若い頃の自分に似ている」と言われて凍りつく場面もある。

#### 斎藤家
美濃の一部を支配する豪族。絵師は黒田んぼ。モデルは斉藤氏。
斎藤 道三（さいとう どうざん）
モデル:斎藤道三
声 - 春日アン→加澄もも（PSP版）
斎藤家当主。「蝮」というイメージが先行しているが、実際には面倒見の良いお姉さん。可愛いものも大好きで、蝶の髪飾りを大切にしている(が、自分のイメージに合わないという理由で人目のあるところではつけない)。「蝮」のイメージと姉御肌ゆえに経験豊富に見られがちだが、実は耳年増で男性経験は乏しい。なお、蛇は苦手。

#### 浅井家
近江の一部を支配する小大名。絵師は譲葉(女性キャラ)と京作(遠藤直経)。モデルは浅井氏。
浅井 長政（あざい ながまさ）
モデル:浅井長政
声 - 雪村とあ→同じ（PSP版）
浅井家当主。猿夜叉丸という幼名の通り、猿のように自由奔放で夜叉の面を頭にかけている少女。寝相が最悪で、気が付くと庭で寝ていたということもしばしばある。
遠藤 直経（えんどう なおつね）
モデル:遠藤直経
声 - 岩魚→岩橋直哉（PSP版）
浅井家武将。痩身だが、大岩を持ち上げられるほどの怪力の持ち主。朝倉家の真柄直隆とは互いにライバル関係。
藤堂 高虎（とうどう たかとら）
モデル:藤堂高虎
声 - 杉原茉莉→水口まつり（PSP版）
浅井家武将。飄々としてつかみ所のない性格だが、仕事は真面目かつ有能。

#### 筒井家
大和国の豪族。絵師はあまぎみちひと(女性キャラ)と京作(柳生宗厳)。モデルは筒井氏。
筒井 順慶（つつい じゅんけい）
モデル:筒井順慶
声 - 秋野花→あさみほとり（PSP版）
筒井家当主。少し我侭で、思い込みの激しいお嬢様。したたかであるという風評もあるが、無意識の行動であり、本人には自覚がない。
島 左近（しま さこん）
モデル:島清興
声 - 金田まひる→同じ（PSP版）
筒井家武将。「カラクリ左近」なるロボットを操るほか、いろいろなものを発明してはいるのだが、「カラクリ左近」以外は役に立ったためしがない。また、俸禄の多くを発明にかけているため、万年金欠。
柳生 宗厳（やぎゅう むねよし）
モデル:柳生宗厳
声 - 蘭丸→酒井相一郎（PSP版）
筒井家武将。モデルは柳生宗厳だが、隻眼であるため、見た目は(史実における)孫の柳生十兵衛に近い。かつては日本一の剣豪だと自負していたが、旅の剣術かとその弟子に敗れたことから改心した。現在は義に厚い生真面目な人物。

#### 尼子家
出雲国の全域および、石見国、備後、伯耆、美作の一部を支配する小大名。絵師は荒ぶる酔っ払い。モデルは尼子氏。
尼子 経久（あまご つねひさ）
モデル:尼子経久
声 - 桜川未央→同じ（PSP版）
尼子家武将。謀聖というあだ名を持つほどの策略家である。見た目はロリ系だが、男性の精を糧にして「歳を数えるのを止めた」というほど長く生きている。

#### 宇喜多家
備前の豪族。絵師は黒田んぼ。モデルは宇喜多氏。ユニーク武将が皆男性という珍しい勢力。
宇喜多 直家（うきた なおいえ）
モデル:宇喜多直家
声 - チュンセン→中山真吾（PSP版）
宇喜多家当主。外面は有能かつ温厚篤実で謙虚だが、実際は傲慢かつ冷徹で、独善的。だまされた相手がそれを悔やみながら死んでいくのを見るのが好き。
岡 家利（おか いえとし）
モデル:岡家利
声 - 岩魚→岩橋直哉（PSP版）
宇喜多家武将。普段は劣等感が強く、周囲への気配りを欠かさないのだが、戦になると人格が豹変する。
戸川 秀安（とがわ ひでやす）
モデル:戸川秀安
声 - カマンベール十円堂→白川周作（PSP版）
宇喜多家武将。顔立ちは直家に良く似ているが、彼は本当に温厚篤実な人物。ひどい方向音痴でもある。
長船 貞親（おさふね さだちか）
モデル:長船貞親
声 - 蘭丸→酒井相一郎（PSP版）
宇喜多家武将。ライオンのような顔立ちをしている。豪放磊落で、戦専門を自負する。

#### 陶家
周防国の小大名。絵師はレクリエール。モデルは陶氏。
陶 隆房（すえ たかふさ）
モデル:陶隆房
声 - 金田まひる→同じ（PSP版）
陶家当主。「西国無双の侍大将」と呼ばれているが、実際には活発で素直な少女。大内家の相良武任とはライバル関係なのだが、好きなものが良く似ているため、同類嫌悪で嫌いあっている。
弘中 隆兼（ひろなか たかかね）
モデル:弘中隆兼
声 - 鶴屋春人→尾崎未來（PSP版）
陶家武将。眉がハの字型になっているため、いつも困っているように見えてしまう。のんびりとした少女で、日常の些細なことに小さな幸せを見つけ、それにひたっている。

#### 大内家
長門国全域と筑前、周防、豊前、石見のそれぞれ一部を支配する戦国大名。絵師はレクリエール。モデルは大内氏。
大内 義隆（おおうち よしたか）
モデル:大内義隆
声 - 片倉ひな→南月悠奈（PSP版）
大内家当主。外見はかわいらしい少女だが、養子という名の奴隷を見つけるのに執念を燃やしており、そのために全国を駆け巡ることもある。
颯馬のところに来る前に降伏させると一部のイベントが発生しなくなる
冷泉 隆豊（れいぜい たかとよ）
モデル:冷泉隆豊
声 - 鶴屋春人→尾崎未來（PSP版）
大内家武将。和風メイドで苦労性。大内義隆に恩があるため、彼女をまともにしたいと思っており、そのために頑張っている。
相良 武任（さがら たかとう）
モデル:相良武任
声 - 猪鹿ちよ→同じ（PSP版）
大内家武将。本の虫で、自分の興味のあることには全力を傾けるが、それ以外のことには関心が無い。陶隆房が嫌いだが、好みが良く似ているため、実は同類嫌悪しているにすぎない。

#### 長宗我部家
土佐国の一部を支配する豪族。絵師はネムネム。モデルは長宗我部氏。
長宗我部 元親（ちょうそかべ もとちか）
モデル:長宗我部元親
声 - 高槻つばさ→雪野梨沙（PSP版）
長宗我部家当主。「姫若子」と呼ばれる、小柄で華奢な身体に長い濡れ羽色の黒髪を持つ何処をどう見ても可憐な少女の容貌をした少年。本人はチカに惚れていて、男らしくなろうとしている。
久武 チカ（ひさたけ チカ）
モデル:久武親直
声 - 宮沢ゆあな→同じ（PSP版）
長宗我部家武将。自分よりも元親の方が可愛らしく、もてているのが気に食わない。

#### 河野家
伊予の一部を支配する豪族。絵師は荒ぶる酔っ払い(河野通直)と黒田んぼ(村上通康)。モデルは河野氏。
河野 通直（こうの みちなお）
モデル:河野通直 (弾正少弼)
声 - 宮沢ゆあな→同じ（PSP版）
河野家当主。活発で明るく、露出の高い衣装で健康的な色気を振りまく女性。趣味は釣り。
村上 通康（むらかみ みちやす）
モデル:村上通康
声 - 胸肩腎→山本兼平（PSP版）
河野家武将。海賊船の船長のような男性。村上一族の本流を自称する。当然、船には強いのだが、なぜか馬には弱く、馬に乗ると「馬酔い」をしてしまう。

### 無所属
千 利休（せんのりきゅう）
モデル:千利休
絵師:たぢまよしかづ
声 - 桜川未央→同じ（PSP版）
一定ターンになると河内に登場する。礼儀正しく落ち着いた京美人。しかし、無礼な人物には全く容赦が無い。本編ではキスシーンしかない。
加藤 段蔵（かとう だんぞう）
モデル:加藤段蔵
絵師:たぢまよしかづ
声 - 東星京子→同じ（PSP版）
一定ターンになると自勢力に仕官する。有能な忍者なのだが、任務以外では忍ぼうとしない。仕官前は忍術を大道芸のように披露して生計を立てていたのだが、自分の忍術には誇りを持っているらしく、忍術を大道芸呼ばわりされることは好まない。
実力はかなりあるのか鈴木重秀に全力を出させるほどである(あくまで相対時イベントで能力自体に変化はない)
鈴木 重秀（すずき しげひで）
モデル:鈴木重秀
絵師:たぢまよしかづ
声 - 鈴音華月→飯野ユウ（PSP版）
紀伊国の独立勢力として登場する。いつもコートと編み笠をかぶり、その中にはたくさんの火縄銃が隠されている。普段は歳相応かつ少々ドジな少女なのだが、戦の時には無機質・無表情に淡々と・効率よく敵を射殺する。そのため、彼女一人で一部隊を殲滅したなどの噂が流れている。
後藤 又兵衛（ごとう またべえ）
モデル:後藤又兵衛
絵師:黒田んぼ
声 - 風見トーリ→石川弘則（PSP版）
一定ターンになると播磨国に登場する。昭和の番長を思わせるような男性武将。曲がったことや卑怯なことが大嫌いで、味方といえども卑劣な作戦をさせない。